# Alzheimer Europe
Az Alzheimer Europe (rövidítve: AE) 1990-ben alakult nemzetközi nonprofit, nem-kormányzati szervezet (NGO), ernyőszervezet. Tagjai európai nemzeti Alzheimer-társaságok, székhelye Luxembourgban van. Célja az európai Alzheimer-szervezetek tevékenységének összehangolása, közös európai platform létrehozása a demencia minden formájának megismertetése, tudatosítása érdekében.  

## Irányító testülete
A szervezet irányító testülete tizenegy főből áll. Elnöke:
- 2016-tól Iva Holmerová (2010–2016 között alelnök) cseh gerontológus, egyéb címei mellett a cseh Alzheimer-társaság elnöke és 1997-ben egyik alapítója.[1][2]
- 2010–2016 között: Heike von Lützau-Hohlbein, 2001-től a német Alzheimer-társaság tiszteletbeli elnöke
- 2004–2010 között: Maurice O'Connell, 1999-től az írországi Alzheimer-társaság vezérigazgatója[3]

## Tevékenysége
Alapvető törekvése, hogy a demencia ügye Európában prioritást kapjon. 2014. október 14-én közzétett glasgow-i nyilatkozatában szorgalmazza európai demenciastratégia és minden európai országban saját nemzeti demenciastratéga megalkotását. Figyelemmel kíséri a nemzeti stratégiák kidolgozását és végrehajtását. 
Támogatja a demenciával foglalkozó tudományos kutatást. Aktívan részt vesz új gyógyszerek és technológiák kutatására irányuló projektekben. Arra törekszik, hogy megbízhatóan képviselje a demenciával élők és gondozóik véleményét az európai demenciakutatásban.
Szorgalmazza, hogy a politikai döntéshozók és a kutatók az Alzheimer Europe-ot, valamint nemzeti tagszervezeteit teljes körűen vonják be tevékenységükbe. Támogatja az európai országokban helyi demenciabarát közösségek létrehozását.
Kiemelten foglalkozik a demencia etikai vonatkozásaival, melynek fontosságát az Európai Bizottság is hangsúlyozta az Alzheimer-kór elleni küzdelemről 2009-ben elfogadott kezdeményezésében. Etikai irányelveket, ajánlásokat dolgoz ki a demenciával élő személyek jogainak, emberi méltóságának elismerésére (pl. a szabadság korlátozásának kérdései, a segítő technológiák, a betegek és gondozó családtagjaik etikai dilemmái).
Céljai eléréséhez lobbi tevékenységet folytat az Európai Unió különböző intézményeiben. Ennek része az Európai Parlament több mint száz képviselőjét egyesítő European Alzheimer's Alliance (EAA, Európai Alzheimer Szövetség). A pártoktól és nemzeti hovatartozástól független képviselői csoport tagjai támogatják az Alzheimer Europe törekvését, hogy a demencia ügye prioritást kapjon az európai egészségügyben. Egyetértenek abban, hogy nagyobb uniós együttműködésre van szükség az Alzheimer-kór és más demenciák megelőzésében, kezelésében és a szociálpolitikában. Magyar részről az EAA tagja Kósa Ádám európai parlamenti képviselő, fogyatékosságügyi érdekvédelmi vezető.
A szervezet 1991 óta rendszeresen tart éves konferenciát különböző európai városokban, általában az illető ország Alzheimer-társaságával közös rendezésben. 2015-ben például a rendezvényt Ljubljanában,  2016 őszén Koppenhágában, 2017 október elején Berlinben tartották meg. A további (tervezett) helyszínek: 2018: Barcelona, a 2019: Hága.

### Kiadványai
Az Alzheimer Europe fontos információforrás a demencia minden vonatkozásában.
- Évkönyve, a Dementia in Europe 2006 óta jelenik meg, tartalma a szervezet honlapjáról letölthető.
- Évente kétszer nyomtatott formában kiadja a Dementia in Europe című folyóiratot (3000–3500 példányban). Ennek számait eljuttatják az Európai Parlament képviselőinek és az Európai Bizottság több magas szintű döntéshozójának, valamint az Alzheimer Europe-pal együttműködő akadémiai és tudományos partnereknek.
- Kb. kétévente megjelenő kiadványa, az Alzheimer Europe Reports egy-egy nagyobb témakört felölelő elemzéseket, összegzéseket tartalmaz.

## Tagok
Az Alzheimer Europe-nak 34 európai országból 39 tagszervezete van, közülük 35 teljes jogú és 4 ideiglenes jogállású tag. Magyarországról 2016 novemberétől ideiglenes jogállású tag a Szociális Klaszter Egyesület. Az egyesület elnöke Dr. Radnainé Dr. Egervári Ágnes neurológus, a Római Katolikus Egyházi Szeretetszolgálat volt főigazgatója.

### Teljes jogú tagszervezetek
| Ország             | Tagszervezet neve                                                   |
| ------------------ | ------------------------------------------------------------------- |
| Ausztria           | Alzheimer Austria                                                   |
| Belgium            | Ligue Nationale Alzheimer Liga                                      |
| Bulgária           | Alzheimer Bulgaria                                                  |
| Ciprus             | Pancyprian Alzheimer Association                                    |
| Csehország         | Ceská alzheimerovská spolecnost                                     |
| Dánia              | Alzheimerforeningen                                                 |
| Egyesült Királyság | Alzheimer Scotland                                                  |
| Egyesült Királyság | Alzheimer’s Society                                                 |
| Finnország         | Muistiliitto ry                                                     |
| Franciaország      | France Alzheimer                                                    |
| Görögország        | Panhellenic Federation of Alzheimer’s Disease and Related Disorders |
| Hollandia          | Alzheimer Nederland                                                 |
| Horvátország       | Alzheimer Croatia                                                   |
| Írország           | Alzheimer Society of Ireland                                        |
| Izland             | Alzheimer Iceland                                                   |
| Izrael             | EMDA - The Alzheimer's Association of Israel                        |
| Jersey             | Jersey Alzheimer's Association                                      |
| Lengyelország      | Polish Alzheimer’s Association                                      |
| Luxemburg          | Association Luxembourg Alzheimer                                    |
| Málta              | Malta Dementia Society                                              |
| Monaco             | Association Monégasque pour la recherche sur la maladie d'Alzheimer |
| Németország        | Deutsche Alzheimer Gesellschaft                                     |
| Norvégia           | Nasjonalforeningen for folkehelsen                                  |
| Olaszország        | Alzheimer Uniti Onlus                                               |
| Olaszország        | Federazione Alzheimer Italia                                        |
| Portugália         | Alzheimer Portugal                                                  |
| Románia            | Societatea Alzheimer                                                |
| Spanyolország      | Confederación española de familiares de Alzheimer y otras demencias |
| Spanyolország      | Fundación Alzheimer España                                          |
| Svájc              | Association Alzheimer Suisse                                        |
| Svédország         | Alzheimer Sverige                                                   |
| Szlovákia          | Slovak Alzheimer’s Society                                          |
| Szlovénia          | Slovensko združenje za pomoč pri demenci Spominčica                 |
| Törökország        | Türkiye Alzheimer Dernegi                                           |

### Ideiglenes jogállású szervezetek
| Ország              | Tagszervezet neve                        |
| ------------------- | ---------------------------------------- |
| Albánia             | Alzheimer Albania                        |
| Bosznia-Hercegovina | Udruženje AiR                            |
| Bulgária            | Foundation Compassion Alzheimer Bulgaria |
| Magyarország        | Szociális Klaszter Egyesület             |